# Música de Nigèria

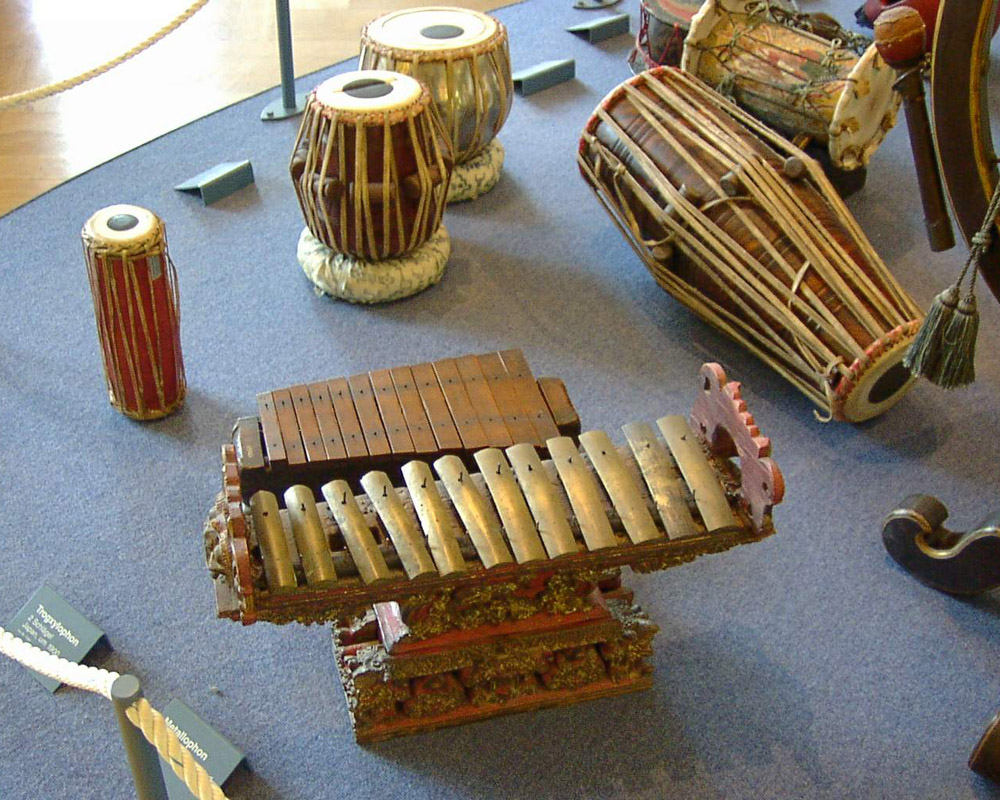
Instruments de percussió nigerians

La música de Nigèria inclou moltes classes de música tradicional i popular africanes; actualment, fins i tot incorpora alguns elements de la música occidental europea o nord-americana. La música de Nigèria està relacionada amb múltiples grups ètnics del país, cadascú amb les seves pròpies cançons, tècniques i instruments. Poc se'n sap sobre la música del país abans del contacte amb els europeus, però es pot trobar informació en algunes talles de bronze que daten dels segles XVI i xvii, on es poden observar músics amb els seus instruments.
Tot i que, d'una manera general, es pot considerar que la major part de la música és de tipus ètnic, existeixen 12 gèneres propis (haussa, igbo, ioruba, palm wine, jùjú, apala, highlife, fuji, jo-pop, afrobeat, waka, afrojùjú), i manté un mercat estable en altres cinc tipus de música ben diferents (música clàssica, gospel, reggae, hip hop i hiplife).
L'element essencial de la música nigeriana, i de tota la música africana tradicional, és la polirítmia, en la qual dos o més cops diferents es realitzen simultàniament. El mètode africà del compassos, basat en el patró asimètric del ritme, és una tècnica rítmica important en tot el continent que desenvolupa el gènere de l'hemiola. La música nigeriana també utilitza els ritmes de l'ostinato, en els quals un patró rítmic es repeteix malgrat canvis en els compassos.
Nigèria té la tecnologia més avançada en estudis d'enregistrament d'Àfrica, i proporciona serioses oportunitats comercials per als artistes. Ronnie Graham, historiador especialista en Àfrica occidental, ha atribuït l'èxit de la indústria nigeriana de música, art i cultura a la seva seu nacional per a l'èxit estètic i material; i un apetit voraç per a la vida, l'amor i la música i un mercat interior enorme, bastant gran com per a sostenir els artistes que canten en llengües regionals i que experimenten amb gèneres indígenes. Igual que Nollywood ha fet amb les pel·lícules estrangeres, la música nigeriana ha aconseguit entrar amb força dins del mercat africà. No obstant això, la cleptocràcia, la plutocràcia, la corrupció governamental i la pirateria desenfrenada han obstaculitzat el creixement de la incipient indústria.

## Música tradicional

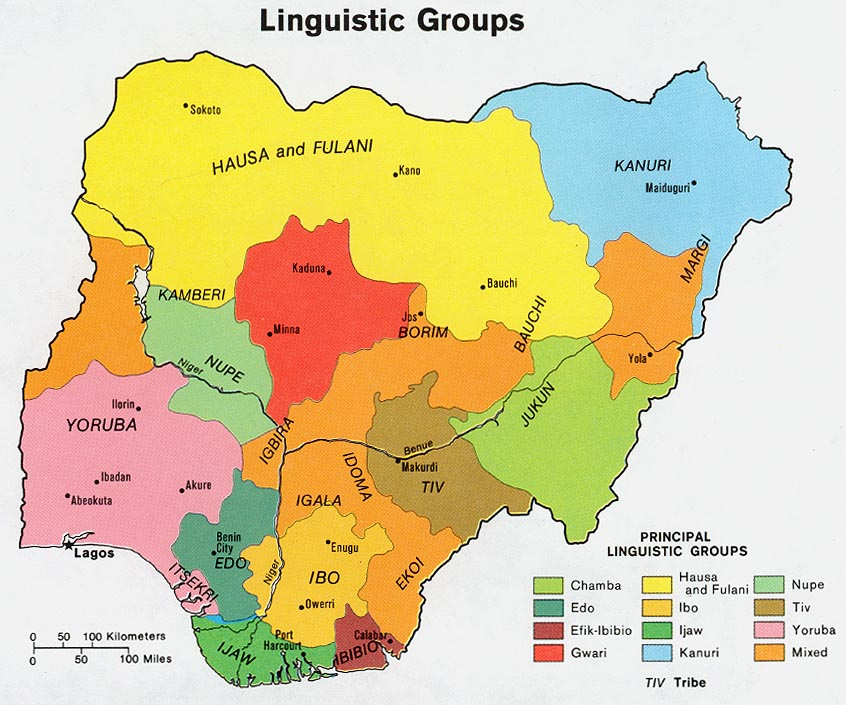
Existeixen més de 250 grups ètnics a Nigèria. Els més rellevants musicalment són els grups ètnics dels tiv (al sud-est), els igbo (al sud), els haussa (al nord) i els ioruba (sud-oest)

Més de 250 grups ètnics són natius de Nigèria, i molts altres han immigrat a aquest país. Els grups ètnics més destacats musicalment són els tiv (al sud-est), els igbo (al sud), els hausses (al nord) i els iorubes (sud-oest). La música tradicional de Nigèria i de tota Àfrica és gairebé sempre funcional, és a dir, es realitza per marcar rituals com noces o enterraments i no per a l'hospitalitat pura o el gaudi artístic. Encara que alguns nigerians, especialment nens i ancians, utilitzen els instruments per a divertir-se, el seu ús personal es fa estrany. La música es lliga de prop també a l'agricultura; així, per exemple, hi ha restriccions d'ús, de tal manera que solament es pot tocar durant diverses parts de l'estació de creixement.
Les cançons de treball són un tipus comú de música nigeriana tradicional. Ajuden a mantenir el ritme en les collites, les remades en canoes i altres camps laborals. Les dones utilitzen ritmes complexos en tasques domèstiques, tals com la preparació del nyam, donant lloc a una música altament adornada. A les regions del nord, els grangers treballen junts i s'espera que l'amfitrió proveeixi de música els seus veïns.
Els músics tradicionals de Nigèria no són típicament professionals, encara que n'hi ha algunes excepcions. Per exemple, els musulmans del nord, a Adamawa de l'est, tenen grups de músics especialitzats. L'aplicació de la composició musical és també altament variable. Els hwana, per exemple, creuen que totes les cançons són ensenyades pels avantpassats de la gent, mentre que els tiv acrediten compositors nomenats para gairebé totes les cançons, o els efik, que nomenen individualment cadascun dels compositors de les cançons seculars. Destaca la llibertat d'expressió en el gènere, ja que en moltes parts de Nigèria es permet als músics dir coses en les seves lletres que serien percebudes com a ofensives en altres circumstàncies.

### Música haussa
Els hausses del nord són coneguts per una música de percussió complexa, l'ús de la viola goje d'una corda, i una tradició vocal en la qual predomina la cançó de lloança. Sota la influència musulmana des del segle xiv, utilitzen la improvisació amb ritmes lliures i l'escala àrab, barrejant-los les amb els elements africans occidentals tals com les polirítmies de reclam i resposta.

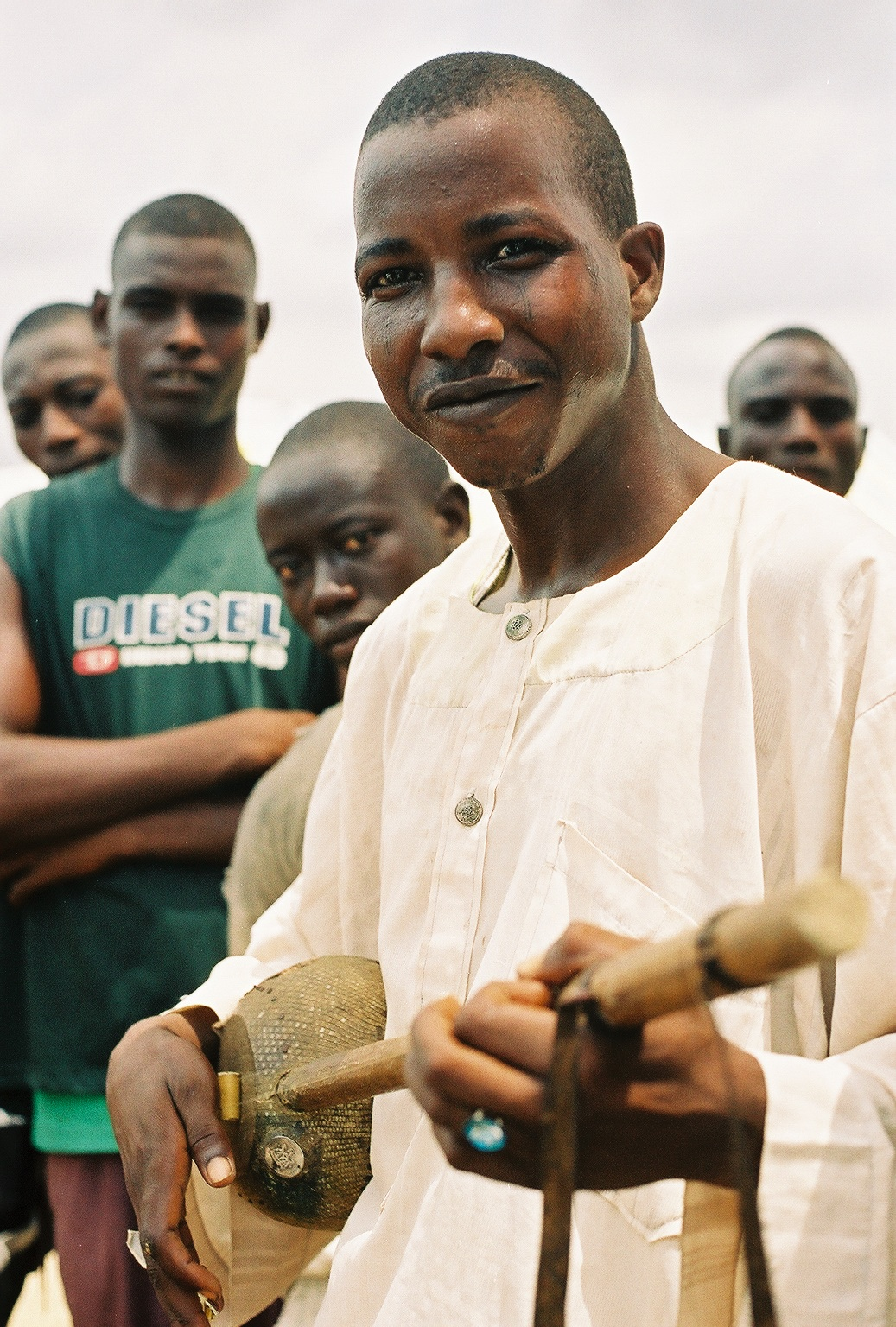
Haussa tocant un goje de dues cordes

La música s'utilitza per a celebrar naixements, unions, circumcisions, i altres esdeveniments importants. La música cerimonial haussa (rokon fada) és coneguda en tota la regió i les famílies dels vocalistes dels cants de lloança la dominen a la perfecció, entre els quals destaca Narambad. Els hausses utilitzen instruments de percussió tals com la tambura i la trompeta real allargada de kakaki, que van ser utilitzades per la cavalleria Songhai i preses originàriament després de l'aixecament pels estats hausses com un símbol de poder militar. La trompeta de kakaki pot tenir més de dos metres de llarg, i es pot dividir en tres parts per facilitar-ne el transport.
La música rural haussa inclou danses tals com l'asauwara (per a les joves) i el bòòríí, la dansa de la possessió espiritual de l'alcohol. La música tradicional haussa ha produït artistes populars, incloent-hi Dan Maraya (conegut pel seu llaüt d'una corda, el kontigi), Audo Yaron Goje, Muhamman Shata i Na Habu d'Ibrahim (conegut per la viola de kukkuma).
La pràctica del bòòríí pels hausses és especialment coneguda fora del país, i ha arribat a diverses zones com Trípoli o Líbia gràcies al comerç saharià. El culte del bòòríí ofereix una classe de música hipnòtica que indueix al tràngol, i es toca mitjançant el calabash, el llaüt o la viola. Durant les cerimònies, les dones i altres grups marginats cauen en tràngols i realitzen diversos comportaments dramàtics, tals com mímiques de porcs o l'acoblament al sexe humà. Aquesta gent estaria posseïda per un personatge, cadascú amb la seva pròpia lletania (kírààrì). Altres cultes similars del tràngol (els cultes mermaid) es poden trobar a la regió del delta del Níger.

### Música igbo

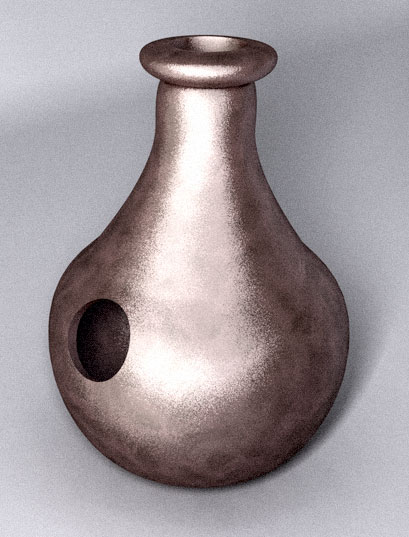
Udu, un dels instruments característics de la música igbo

El poble igbo viu en el sud-est de Nigèria, i toca una àmplia varietat d'instruments populars. Són coneguts per la seva adaptació a gèneres estrangers i són una part important de el highlife nigerià. L'instrument més extens és la cítara de tretze cordes, anomenada obo. Els igbos també toquen els timbals, els xilòfons, les flautes, les lires, els udus i els llaüts; i més recentment, van importar instruments de metall europeus.
La música cortesana es toca en la societat igbo més tradicional, mantenint les seves tradicions reials. El ufie de tall s'utilitza per a despertar el cap, comunicar-li els temps de menjar i altres informacions rellevants per a ell. Els conjunts de campanes i tambors s'utilitzen per a anunciar quan el cap surt i torna al llogaret. El músic igbo Joshua Uzoigwe utilitzava en les seves composicions de música clàssica la música tradicional del seu poble.

### Música ioruba

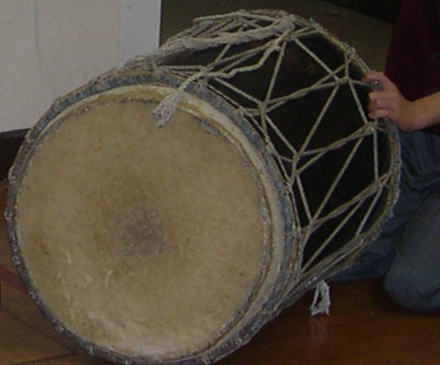
La música ioruba destaca per l'ús del dundun, instrument de percussió de dos pegats i que pot tenir una campana. Sol ser l'instrument central d'una orquestra djembé, encarregat dels cops més greus

El poble ioruba té una avançada tradició de percussió, amb un ús característic dels timbals de tensió, en concret del dundun. Els conjunts que usen el dundun toquen un tipus de música que és denominada també dundun. Aquests conjunts consisteixen en diversos timbals de tensió de diferents grandàries que toquen juntament amb un gudugudu. El líder d'un conjunt dundun és l'iyalu, que utilitza la música per a parlar imitant la tonalitat ioruba. Gran part de la música ioruba té un caràcter espiritual i està dedicada a l'Orisha de la mitologia ioruba.
La música ioruba s'ha convertit en el component més important de la música popular nigeriana moderna, com a resultat de la primerenca influència rebuda de formes europees, islàmiques i brasileres. Aquestes influències van promoure la importació d'instruments de metall, música escrita, percussió islàmica i d'altres gèneres, portats pels comerciants brasilers.
A la ciutat més poblada de Nigèria, Lagos, aquestes tradicions multiculturals es van unir i es van convertir en l'arrel de la música popular nigeriana. Els gèneres moderns tals com el fuji d'Alhaji Sikiru Ayinde, el waka de Salawa Abeni, el jùjú de King Sunny Adé i el sakara de Yusuf Olatunji deriven sobretot de la música ioruba. Compositors de música clàssica com Joshua Uzoigwe i Akin Euba han destacat en el panorama musical per la seva preferència per l'etnomusicologia i la tendència a utilitzar en les seves obres elements de la música ioruba.

### Música teatral
El teatre nigerià fa un ús extensiu de la música. Sovint, aquesta música tradicional és simplement usada en una producció de teatre sense adaptació. No obstant això, hi ha també gèneres diferents de música usats en l'òpera nigeriana. Aquí, la música s'utilitza per a transportar a les audiències una impressió durant l'acció dramàtica. La música també s'utilitza en el drama literari i, encara que el seu acompanyament musical s'utilitza més escassament que en l'òpera, la música també tracta de comunicar a les audiències l'humor o el to dels esdeveniments. N'és un exemple la Saga Ozidi de John Pepper Clark, una obra sobre assassinat i venjança, en la qual participen personatges humans i no humans. Cada personatge en l'obra s'associa a una cançó personal que acompanya les batalles en les quals el personatge està implicat.
El teatre tradicional nigerià inclou teatres de titelles, i l'antiga tradició ioruba de l'Aláàrìnjó, que pot provenir de la figura de l'Egúngún emmascarat. Amb l'arribada de les potències colonials que van construir carreteres, aquests grups de teatre es van estendre pel país i les seves produccions s'han tornat cada vegada més complicades. En l'actualitat, en general, s'utilitzen instruments europeus, acompanyats per extractes de pel·lícules i música gravada.
En el passat, tant Hubert Ogunde com Ada Lov, de Blessed Memories, van utilitzar en les bandes sonores de les seves pel·lícules una llengua ioruba molt rica. Actualment, compositors iorubes de bandes sonores i música de teatre, entre els quals es troba Topall Alabi, han acompanyat les seves obres dramàtiques amb música original ioruba.

### Música infantil

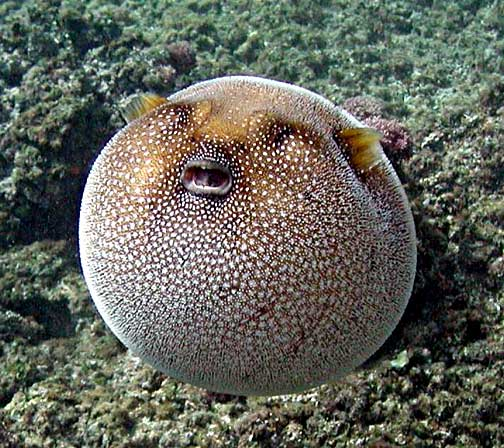
En la comunitat haussa els nens toquen un únic instrument en el qual copegen ritmes sobre l'estómac inflat d'un viu i irritat peix globus

Els nens a Nigèria mantenen moltes de les seves pròpies tradicions en general mitjançant cançons en jocs. Aquestes són comunament cançons del tipus de reclam i resposta que usen llengua arcaica. Els joves que canten són sexualment explícits i obscens, i només ho fan lluny de la casa. Els nens també usen instruments de percussió com la cítara de bassa, timbals fets de llaunes, tubs fets amb la tija d'un paw paw i la guimbarda feta amb la tija de la melca. En la comunitat haussa, els nens toquen un únic instrument en el qual copegen ritmes sobre l'estómac inflat d'un viu i irritat peix globus.

### Instruments tradicionals
Encara que els instruments de percussió són omnipresents, la música tradicional de Nigèria usa un sens fi d'instruments diversos. Molts, com el xilòfon, han estat incorporats través d'Àfrica occidental, mentre que uns altres són importacions dels musulmans del Magrib o del sud d'Àfrica oriental. Altres instruments han arribat d'Europa o les Amèriques. Els instruments de metall i instruments de vent de fusta van ser primerenques importacions que van tenir un paper vital en el desenvolupament de la música nigeriana, mentre que la importació posterior de guitarres elèctriques va estimular la popularització de la música jùjú.

#### Percussió
El xilòfon és comú en tota Àfrica occidental i Àfrica central. A Nigèria, predominen en la part del sud del país i provenen del model centreafricà. De vegades, diversos músics toquen simultàniament un sol xilòfon. Els instruments, en general, estan fets de fusta fluixa col·locada en troncs de plataner. També podem trobar xilòfons ressonats per caixa. Els conjunts de potes d'argila copejats amb un coixinet suau són comuns, i aquests es toquen de vegades plens d'aigua. Encara que normalment afinats, de vegades són usats desafinats per a produir un ritme més greu. També s'utilitzen troncs buits, fesos al llarg, amb forats de ressonància al final dels talls. Tradicionalment, van ser usats per a comunicar-se a grans distàncies.
El tritlleig de campanes és un tret comú en les regalies i van ser usades en societats secretes. En general, estan fetes de ferro o, en les orquestres islàmiques del nord, de bronze. Els porongos copejats amb pals, col·locats sobre un drap, són característiques de la música feta per dones, així com en els balls de culte bòòríí. De vegades, sobretot en el nord, els porongos són col·locats a l'inrevés en l'aigua, amb el diapasó ajustat per la quantitat d'aire. En el sud-oest, un cert nombre de porongos afinats es toquen posant-los a flotació en una pastera.

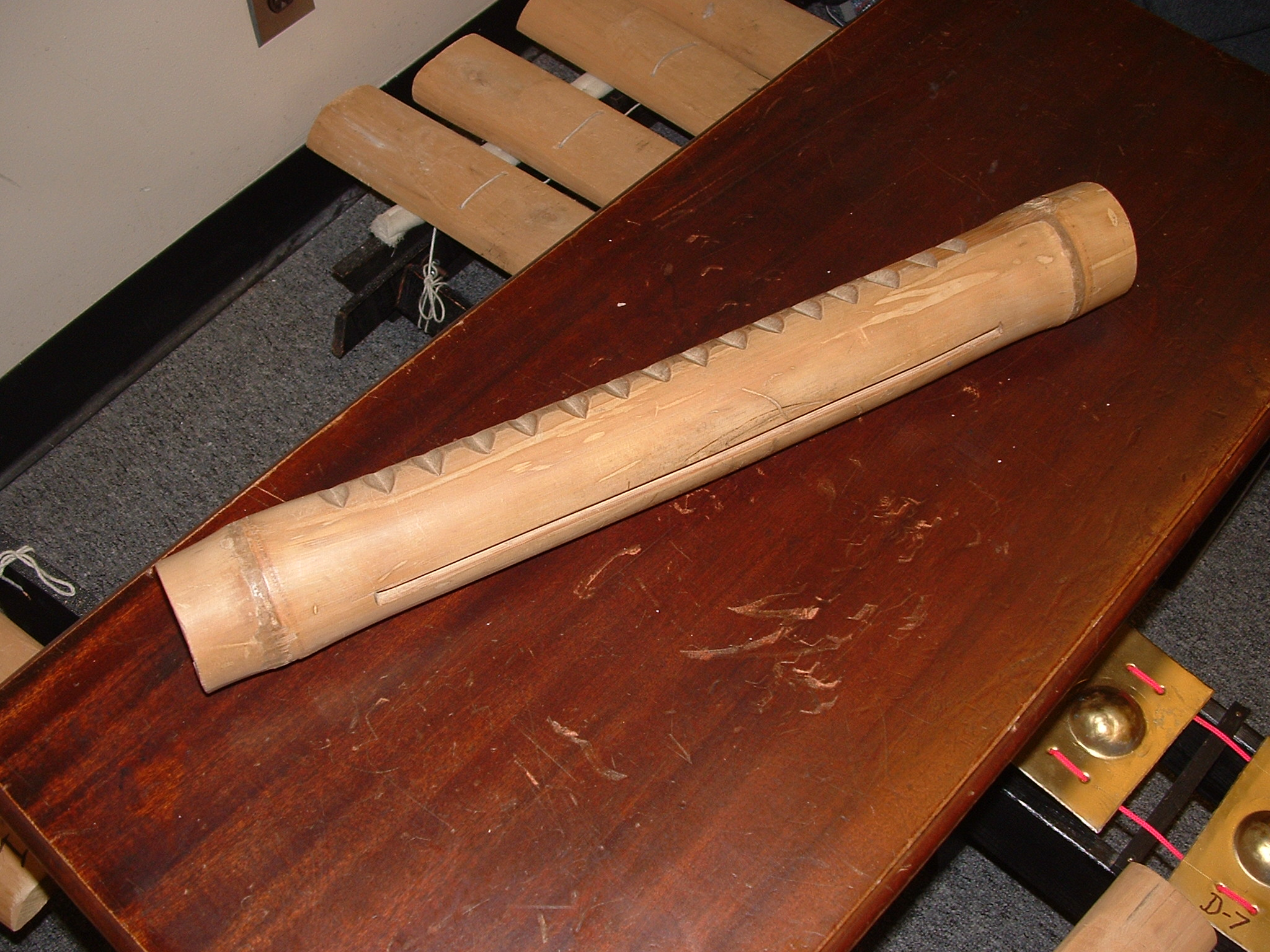
Instrument de tall

En general, tota mena de tambors i timbals són utilitzats; no obstant això, mereixen especial esment els tambors de tall, els timbals yembe, el dundun per a l'orquestra polirítmica djembé, típica en tota Àfrica, i els shekere.
| [[:Image:\|Dundun]] |
| [[Fitxer:\|180px\|noicon]]                                                                                                 |
| El so és característicament greu, encarregat de portar el ritme, per la qual cosa també se l'anomena Iya Ilu (tambor mare) |
| |

#### Instruments de corda

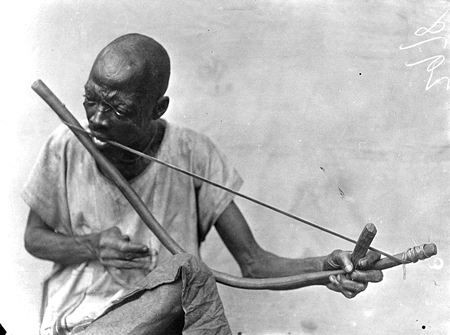
Ibo tocant un arc musical. Manca d'un ressonador encastat, encara que pot tenir ressonadors externs. El tipus més habitual de ressonador consisteix en un porongo, encara que també pot ser ressonat en un clot o fins i tot en la boca. Aquest últim mètode permet variar la grandària del ressonador fent una melodia molt més rica

L'arc musical es troba a Nigèria com una corda ressonada per la boca que es toca tirant d'aquesta o copejant-la. És comú en la part central del país, i està associat amb cançons agrícoles que solen expressar preocupacions i interessos socials. Les tiges de plantes de cereals lligats junts amb cordes i recolzades en dos ponts són usats per fer una espècie de cítara de bassa, tocada amb els polzes, típicament utilitzada per a l'entreteniment personal. L'arpa arquejada es troba en la part oriental del país, sobretot a Tarok. En general, té cinc o sis cordes i la sintonia n'és pentatònica. Una viola de punt ressonada per un bol amb una malla de pell de llangardaix s'usa a la regió del nord. Aquesta és una importació d'Àfrica del Nord, i és similar a les de les cultures asiàtiques centrals i etíops. El poble haussa i els pobles Kanuri toquen una varietat de llaüts de punt.
| [[:Image:\|Arquejo musical]]           |
| [[Fitxer:\|180px\|noicon]]             |
| Instrument de corda tradicional africà |
|                                        |

#### Altres instruments
A Nigèria, també podem trobar una gran varietat d'instruments de vent-fusta i instruments de vent-metall. Aquests inclouen moltes vegades trompetes, amb freqüència fetes d'alumini i tocades en duos o conjunts de fins a sis músics, sovint acompanyats per un antecessor de l'oboè. També podem trobar trompetes de fusta, trompetes de porongo, flautes bufades, xiulets cruciformes, clarinets transversals i diverses classes de banyes.

## Música popular

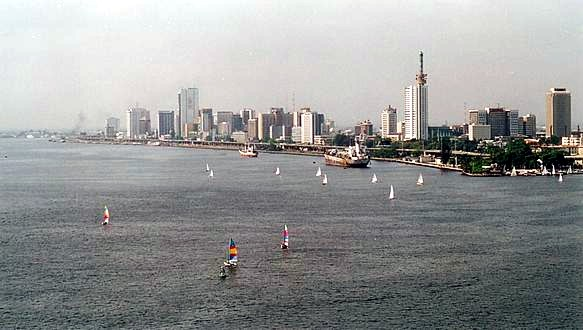
L'antiga capital de Nigèria, Lagos, ha vist als seus carrers néixer gran part de la música popular nigeriana

Molts països africans han viscut la violència i l'escassetat durant la seva forçada transició d'una regió amb diverses cultures rurals a un grup d'estats nació moderns. Nigèria ha experimentat més dificultat el període que la majoria dels països africans, en la forja d'una identitat popular cultural dels diversos pobles del camp. A partir dels seus principis als carrers de Lagos, la música popular a Nigèria durant molt temps ha estat una part incorporada al petit camp de la música comercial africana, proporcionant influències i instruments de molts grups ètnics, especialment dels ioruba.
Els gèneres més primerencs de música nigeriana popular eren la música palm wine i el highlife, que s'estenen en els anys 20 entre Nigèria i els països propers de Libèria, Sierra Leone i Ghana. A Nigèria, el palm wine va ser la base primària del jùjú, un gènere que va dominar la música popular africana durant molts anys. Durant aquest temps, altres gèneres com l'apala, obtingut a partir de la música tradicional ioruba, també van trobar un públic, encara que més limitat. En els anys 60, els músics van començar a incorporar influències americanes i cubanes al jùjú. El resultat va ser una creació de nous gèneres a l'últim segle, incloent-hi la música waka, la jo-pop, l'hiplife i l'afrobeat.

### Palm wine i l'aparició del jùjú
Des dels inicis del segle xx, la música ioruba havia incorporat instruments de metall, utilitzava la notació, la percussió islàmica i les noves tècniques brasileres, donant lloc a Lagos al gènere palm wine. Palm wine és un terme també utilitzat per a descriure gèneres musicals de Sierra Leone i Ghana. Aquestes varietats són més conegudes que el palm wine nigerià. El palm wine, al principi, es tocava amb instruments de corda, característicament, guitarres o banjos, acompanyats per bongos. Aquest gènere urbà, amb freqüència, es tocava en les barres acompanyant-se de beguda (d'aquí el nom, que obeeix a la beguda alcohòlica coneguda com a vi de palma).
Les primeres estrelles de palm wine van sorgir al començament dels anys 20, i en destacà Bava Tunde, the King. Ell probablement va encunyar la paraula jùjú en al·lusió al so d'una pandereta brasilera; o bé el terme pot haver-se desenvolupat com una expressió de desdeny pels líders colonials (qualsevol tradició natal era apropiada per ser denominada com a mer joujou, en francès 'ximpleria'). Al començament dels anys 30, discogràfiques britàniques com His Master's Voice havien començat a treballar amb el palm wine, i sorgiren famoses referències en el gènere, incloent-hi Ojoge Daniel, Tunde Nightingale i Speedy Llaurava. Aquests artistes, juntament amb Tunde, van establir el moll del gènere que van anomenar jùjú, creant un dels gèneres musicals més populars a Nigèria al llarg del segle xx.

### Apala

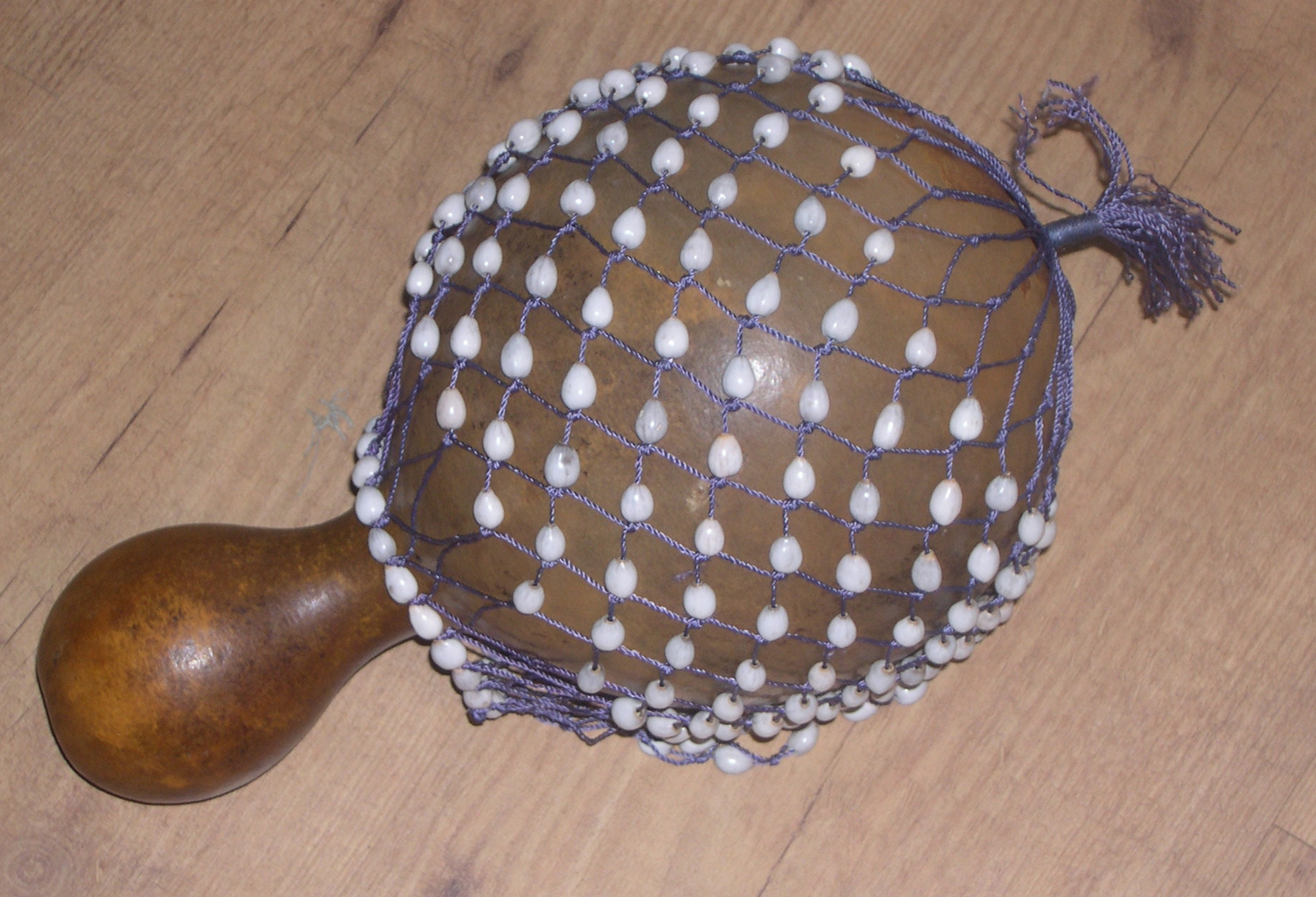
El shekere és un dels instruments més importants de la música apala juntament amb l'omele, l'agidigbo i lagogo

L'apala és un gènere vocal i de música de percussió dels musulmans ioruba. Va sorgir a la fi dels anys 30 com el mitjà d'animar els creients després del dejuni de ramadà. Sota la influència de la percussió popular afrocubana, l'apala s'ha anat desenvolupant en un gènere més polit i ha atret un gran públic. La música requereix dos o tres timbals de reclam i resposta (omele), un sotrac (shekere), un piano de polze (agidigbo) i una campana (agogo). El gènere tradicional ioruba també es va fer molt popular en els anys 60, desenvolupat per músics com Haruna Ishola, Sefiu Ayan, Kasumu Adio, i Ayinla Omowura. Ishola, que era un dels fabricants d'èxits més constants de Nigèria entre 1955 i la seva mort, el 1983, va gravar nombroses cançons apala, que van alternar entre el lent i emocional i el ràpid i enèrgic. La seva lírica era una barreja de cants de lloança improvisats i versos de l'Alcorà, així com proverbis tradicionals. El seu treball va tenir una influència formativa sobre el desenvolupament del gènere fuji.

### 1950-1970
Després de la Segona Guerra Mundial, la música nigeriana va començar a adoptar nous instruments i tècniques, incloent-hi instruments elèctrics importats dels Estats Units i Europa. El rock and roll, el soul, i més tard el funk, es van fer molt populars a Nigèria, i elements d'aquests gèneres es van fer afegint al jùjú per artistes com IK Dairo. Mentrestant, lentament, el highlife estava aconseguint popularitat entre l'ètnia igbo, i el seu gènere va trobar un públic nacional. Al mateix temps, l'apala d'Haruna Ishola es convertia en una de les icones més grans del país. A mitjans dels anys 70, tres dels noms més importants en la història de la música nigeriana estaven en la seva zenit: Fela Kuti, Ebenezer Obey i King Sunny Adé, i al final d'aquesta dècada va iniciar la seva marxa el jo-pop i el reggae nigerià.

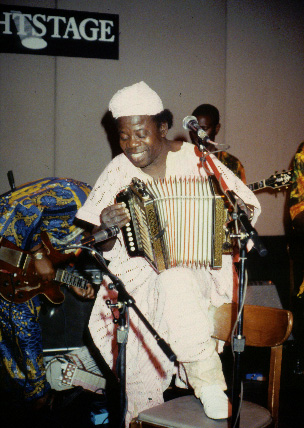
I. K. Dairo va ser una fita dins de la música jùjú, innovant el gènere i portant-lo des de les zones rurals a les ciutats

Encara que gèneres populars com l'highlife i jùjú van estar a la part alta de les llistes nigerianes en els anys 60, la música tradicional va romandre vigent. Estrelles tradicionals com el haussa Dan Maraya es van fer conegudes perquè van estar en camp de batalla durant la Guerra civil nigeriana el 1967, per aixecar la moral de les tropes federals.

#### Modernització del jùjú
Després de la Segona Guerra Mundial, el gènere s'o wam be de Tunde Nightingale va introduir influències pop més occidentalitzades en el gènere, la qual cosa el va convertir en una de les primeres estrelles jùjú. Durant els anys 50, la tecnologia d'enregistrament va avançar i el gangan, la guitarra elèctrica i l'acordió van ser incorporats al jùjú. La major part d'aquesta innovació va ser el treball de I. K. Dairo & the Morning Star Orchestra (abans I. K. Dairo & the Blue Espots), que es va formar el 1957. Aquests músics van portar el jùjú de les zones rurals pobres a les ciutats urbanes de Nigèria. Dairo es va fer potser l'estrella més gran de música africana abans dels anys 60 i l'enregistrament de nombroses cançons va estendre la seva fama per tot el món, arribant a països tan distants com Japó. El 1963, es va convertir en l'únic músic africà honorat amb la invitació per formar part, com a membre honorífic, de l'orde de l'Imperi britànic, un prestigiós orde de cavallers del Regne Unit. Altres figures com King Sunny Adé també van col·laborar de manera important en l'expansió del gènere. El seu àlbum Odu, una col·lecció de cançons de música tradicional ioruba, va ser nominat el 1998 a un Premi Grammy.

#### Expansió del highlife
Entre el poble igbo, el highlife ghanés es va fer popular a principis dels anys 50, i altres gèneres de bandes de guitarres de Camerun i Zaire aviat el van seguir. La ghanesa I. T. Mensah va ser clarament l'executant highlife més popular dels anys 50, viatjant a terres igbo amb freqüència i fent enormes munions d'admiradors. Bobby Benson & His Blego van ser la primera banda de highlife nigeriana a trobar públic per tot el país. Benson va ser seguit per Jim Lawson & the Major's Dance Band, que va aconseguir fama nacional a mitjans dels anys 70, acabant amb la mort de Lawson el 1976. Durant el mateix període, altres grups de highlife aconseguien el seu zenit. Aquests inclouen Prince Nico Mbarga i la seva banda Rocafil Jazz, que va començar tocant en hotels nigerians i el seu Sweet Mother va ser un èxit africà que va vendre més de 13 milions de còpies, més que qualsevol altre solista africà de qualsevol gènere. Mbarga va usar la lírica anglesa en un mètode al qual va incorporar "el sofisticat punteig de guitarra rumba en l'idioma highlife", creant un híbrid únic de música igbo i ritme de guitarra congotronc.
Després de la Guerra civil en els anys 60, el poble igbo va ser forçat a sortir de Lagos i retornat a la seva pàtria. El resultat va ser que el highlife va deixar de ser una part principal de la música nigeriana popular i va passar a ser una cosa purament associada amb els igbos de l'est. La popularitat del highlife va anar disminuint lentament entre els igbos, suplantat pel jùjú i el fuji. No obstant això, alguns músics van mantenir el gènere viu, com el cantant i trompetista ioruba Victor Olaiya (l'únic nigerià que ha obtingut un disc de platí), Stephen Osita Osadebe, Sonny Okosun, Victor Uwaifo i Orlando "Dr. Ganja" Owoh, l'estil distintiu del qual, el toye, va fondre jùjú i highlife.

#### Naixement de fuji
El fuji ha estat descrit com jùjú sense guitarres, encara que, irònicament, Ebenezer Obey una vegada el va descriure com a mambo amb guitarres. No obstant això, en les seves arrels, el fuji és una barreja de cançons musulmanes tradicionals de música were i ajisari amb aspectes de percussió apala, cançons vocals i música filosòfica sakara. Segons el mateix Alhaji, "és una combinació d'apala, sakara, agogo, gudugudu, agidigbo, cèrcol, highlife i ajisari". De tots aquests elements, la base fonamental del fuji és l'apala. Les primeres estrelles de fuji van ser les bandes rivals Alhaji Sikiru Ayinde Barrister i Ayinla Kollington. Alhaji Sikiru Ayinde Barrister va començar la seva carrera en el fuji a principis dels anys 70 amb el Golden Fuji Group, encara que havia cantat cançons musulmanes quant tenia 10 anys. Va canviar el nom del seu grup per Fuji Londoners quan va tornar d'un viatge a Londres. Després d'un llarg temps, amb èxits com Orilonise, Fuji Disc/Iku Bava Obey, Oke Agba, Aye, i Suuru, va canviar el nom del grup a Supreme Fuji Commanders amb un èxit, Orelope, que va ser platí a l'instant. El rival d'Ayinde era Ayinla Kollington, Bava Alatika, coneguda per usar lletres bastes i vulgars entrellaçades amb incoherents comentaris socials. En els anys 80, els van seguir estrelles com Wasiu Ayinde Barrister.
Ishola, que era un dels fabricants d'èxits més constants de Nigèria entre 1955 i la seva mort, el 1983, va gravar nombroses cançons apala, que van alternar entre el lent i emocional, i el ràpid i enèrgic. El seu treball va tenir una influència formativa sobre el desenvolupament del gènere fuji.
A la fi dels anys 60 van aparèixer les primeres bandes de fuji. El fuji va obtenir el seu nom pel grup Golden Fuji Group. Aquest, al seu torn, va prendre el seu nom de la muntanya Fuji al Japó, encara que el motiu va ser purament pel so de la paraula, segons Alhaji Sikiru Ayinde Barrister, líder del grup i creador del gènere. Segons afirma, Alhaji Sikiru Ayinde Barrister va veure un cartell en un aeroport internacional anunciant la muntanya Fuji, que és el pic més alt del Japó, i li va resultar graciós, ja que fuji, en aquest context, no ha de confondre's amb la paraula ioruba fuja, o faaji, que signifiquen 'oci' o 'plaer'. (Onifuja o onifaaji és, en ioruba popular, o un que agrada en l'oci o en el plaer). Fuji és una síntesi de l'apala amb un "adornat i lliure ritme" vocal dels músics piadosos ajisari i acompanyat pel sakara, la pandereta, i la guitarra hawaiana. Entre les estrelles més primerenques del gènere trobem Haruna Ishola i Ayinla Omowura. Ishola va obtenir nombrosos èxits a partir de finals dels anys 50 i principis dels anys 80, i es convertí en una de les executants més famoses del país. El fuji es va fer regularment més popular entre els anys 60 i els anys 70, i està estretament associat amb l'islam.

#### Diversificació sota el guiatge d'Ade i Obey

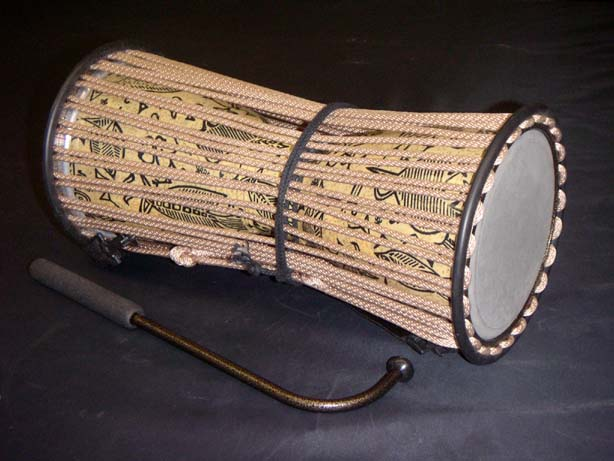
Timbal de reclam i resposta

Ebenezer Obey va formar International Brothers el 1964 i la seva banda ràpidament rivalitzà amb IK Dairo com a grup nigerià més important. Ells tocaven una espècie de blues, amb una base de guitarra i highlife que va influir en el jùjú, incloent un complex d'elements de percussió de reclam-resposta dominats per un gran element de percussió central. La lírica d'Obey es va dirigir a qüestions urbanes i va incorporar les seves tradicions iorubes i la seva fe cristiana conservadora. El seu rival va ser King Sunny Adé, que va sorgir en el mateix període, formant Green Espots el 1966 i després aconseguint alguns èxits principalment amb African Beats, després de 1974 anomenats Esu Biri Ebo Mio. Aquests van arribar fins i tot a obtenir una nominació als Grammy el 1998. Ada i Obey competien per incorporar noves influències en la música jùjú i aconseguir nous admiradors. El punteig de guitarra hawaià slack key, teclats i fons vocals van ser algunes de les innovacions afegides durant aquest període.
Ada va afegir els elements forts del dub jamaicà i va introduir la pràctica en què la guitarra tocava el ritme i els timbals la melodia. Durant aquest període, les cançons jùjú van canviar de curtes cançons pop a pistes llargues, sovint de més de 20 minuts de durada. Les bandes van augmentar de quatre músics en els conjunts originals, a 10 amb IK Dairo i més de 30 amb Obey i Ada.

### 1980-1990
A principis dels anys 80, tant Obey com Ada i King Sunny van trobar un públic més gran fora de Nigèria. El 1982, Ada va signar per Island Records, que esperaven explotar el successor de l'èxit de Bob Marley, i van exportar la música jùjú, venent-se més enllà de les expectatives a Europa i els Estats Units.
Obey va treure al mercat Current Affairs per mediació de Virgin Records i es va convertir breument en estrella en el Regne Unit, però no va ser capaç de sostenir la seva carrera internacional igual que Ada. Ada va tenir un breu període de fama internacional pel jùjú, que va acabar el 1985, quan va perdre el seu contracte discogràfic després del fracàs comercial d'Aura (gravat amb Stevie Wonder) i la seva banda va haver d'abandonar enmig d'un tour japonès. L'estil d'Ada, gràcies al seu renom internacional, va portar l'atenció de moltes empreses discogràfiques, ajudant a florir la indústria musical.
Amb la seva banda, King Sunny Ade and His African Beats, King Sunny Ade es va fer un estrella internacional durant els anys 1980, viatjant i guanyant una audiència significativa en els Estats Units, Europa, i per descomptat, Àfrica. Aviat importacions nigerianes (sobretot còpies pirates) del seu catàleg van començar a inundar el mercat occidental. Island Records, preocupada per les vendes i el rebuig d'Ade d'incloure més anglès en el seu repertori, va decidir tallar-li el flux després del seu tercer LP, Aura, el 1984. Cap a finals dels 80, l'èxit d'Ade va començar a enfosquir-se i els seus àlbums es van vendre menys, encara que continués recollint l'aclamació de la crítica i la seva popularitat s'estengués a Àfrica. Odu, el 1998, una col·lecció de cançons de música tradicional ioruba, va ser nominat a un Premi Grammy.
Cap a finals dels anys 80, el jùjú havia importat altres gèneres, com el jo-pop, el gospel i el reggae. En els anys 90, no obstant això, el fuji i el jùjú van romandre gràcies a la música waka i el reggae nigerià. Al final de la dècada, l'expansió de la música hip-hop va arribar al país després de ser una part principal de la música en regions veïnes com Senegal, i se'n derivaren gèneres com el hiplife.

#### Els 80: Jo-pop i afrojùjú
Dues de les estrelles més grans dels anys 80 van ser Adewale i Shina Peters, que van començar les seves carreres a mitjans dels anys 70 amb Prince Adekunle. Eventualment, van deixar Adekunle i van formar una breu societat com Shina Adewale & the International Superstars abans de començar les seves carreres com a solistes. Adewale va ser el primer dels dos a obtenir l'èxit, quan es va fer el músic més famós de jo-pop.
L'auge del jo-pop no va durar gaire temps, substituït per l'estil afrojùjú de Shina Peters, que es va fer gènere independent després de la publicació d'Afro-jùjú Sèries 1 el 1989. L'afrojùjú és una combinació d'afrobeat i fuji. El fenomen va calar tant entre els admiradors de Shina que es va denominar Shinamania. Encara que li van concedir el premi Músic Jùjú de l'Any el 1990 i l'expansió de la Shinamania va aconseguir enormes vendes, el fenomen va ser desprestigiat pels crítics. El seu èxit va obrir el camp als nous músics, promovent els assoliments de Fabulous Olu Fajemirokun i Adewale Ayuba. El mateix període va veure sorgir nous gèneres com el funky jùjú de Dele Taiwo.

#### Afrobeat
L'afrobeat és el gènere més estretament associat amb Nigèria, encara que músics i admiradors poden trobar-se a tot arreu d'Àfrica occidental. Els enregistraments afrobeat són una part prominent de la categoria de world music en tot el primer món. És una fusió de música americana funk amb elements de highlife, jazz i altres gèneres de música d'Àfrica occidental. El músic més popular i conegut del gènere, certament el músic nigerià més famós de la història, és, indubtablement, Fela Kuti.

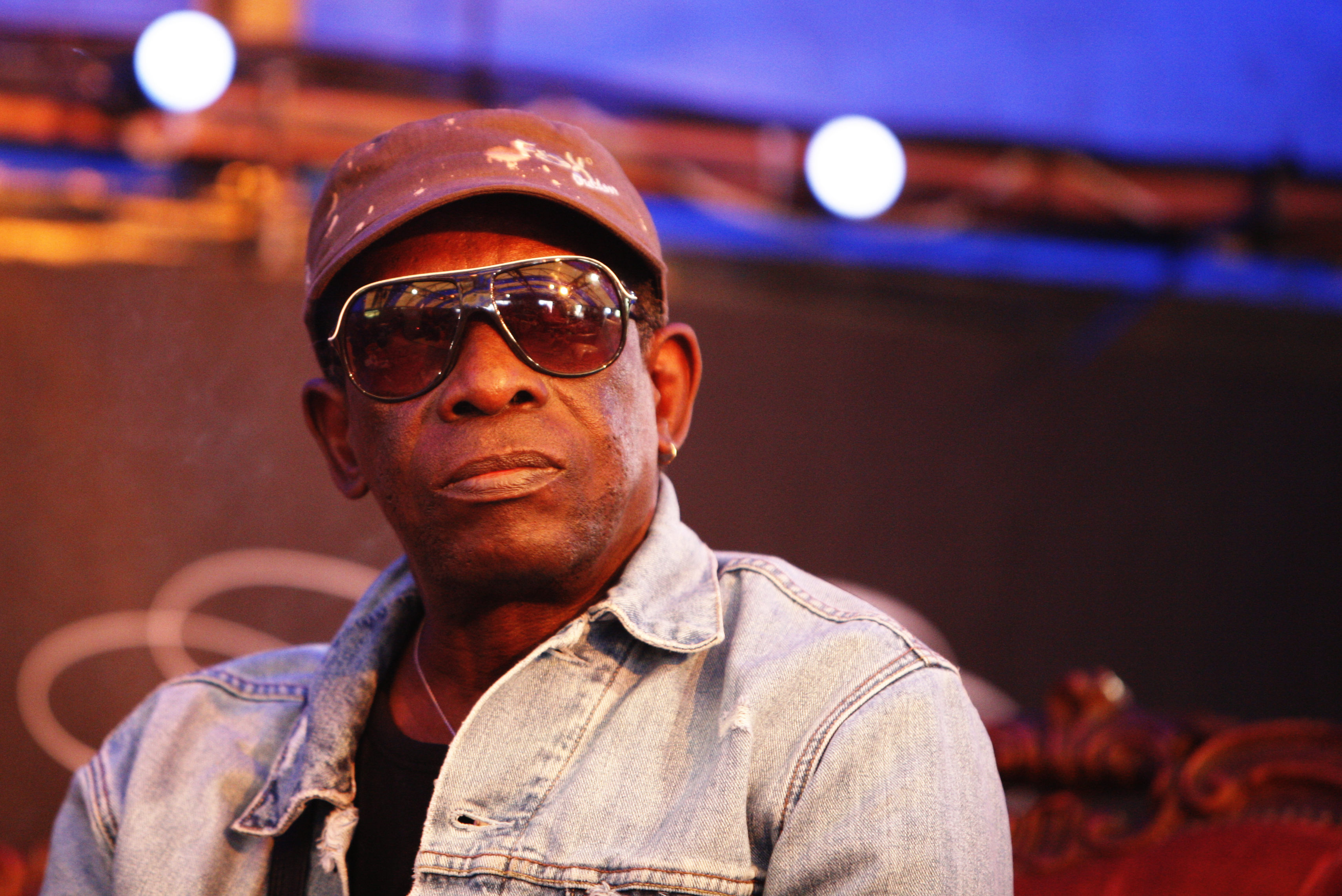
Tony Allen, músic percussionista internacional d'obligada referència avui dia en l'afrobeat, va formar part de la revolucionària banda Àfrica' 70 juntament amb Fela Kuti

Fela Kuti va començar la seva carrera el 1961, però no va començar a tocar el seu gènere distintiu, l'afrobeat, fins a la seva col·laboració amb el cantant d'afrosoul de Sierra Leone, Geraldo Pi, el 1963. Encara que Kuti sovint és reconegut com l'únic pioner d'afrobeat, altres músics com Orlando Julius Ekemode van estar també en els inicis de l'escena d'afrobeat combinant highlife, jazz i funk. Després d'un breu període als Estats Units, va ser simpatitzant del moviment Black Power i el partit Black Panthers, una influència que acabaria expressant en les seves lletres. Després de viure a Londres breument, va tornar a Lagos i va obrir un club, The Shrine, que es va fer un dels centres més populars de música a la ciutat. Fela va començar a gravar amb Àfrica' 70, una enorme banda en la qual destaca el músic percussionista Tony Allen, i des de llavors ha continuat sent popular.

Amb Àfrica '70, Kuti va gravar una sèrie d'èxits en els quals va abordar diverses qüestions com la pobresa, el tràfic de drogues o el racisme, suscitant la ira i el rebuig del govern. El 1985, Kuti va ser empresonat durant cinc anys, però va ser alliberat després de dos anys gràcies a la pressió internacional i protestes massives. 

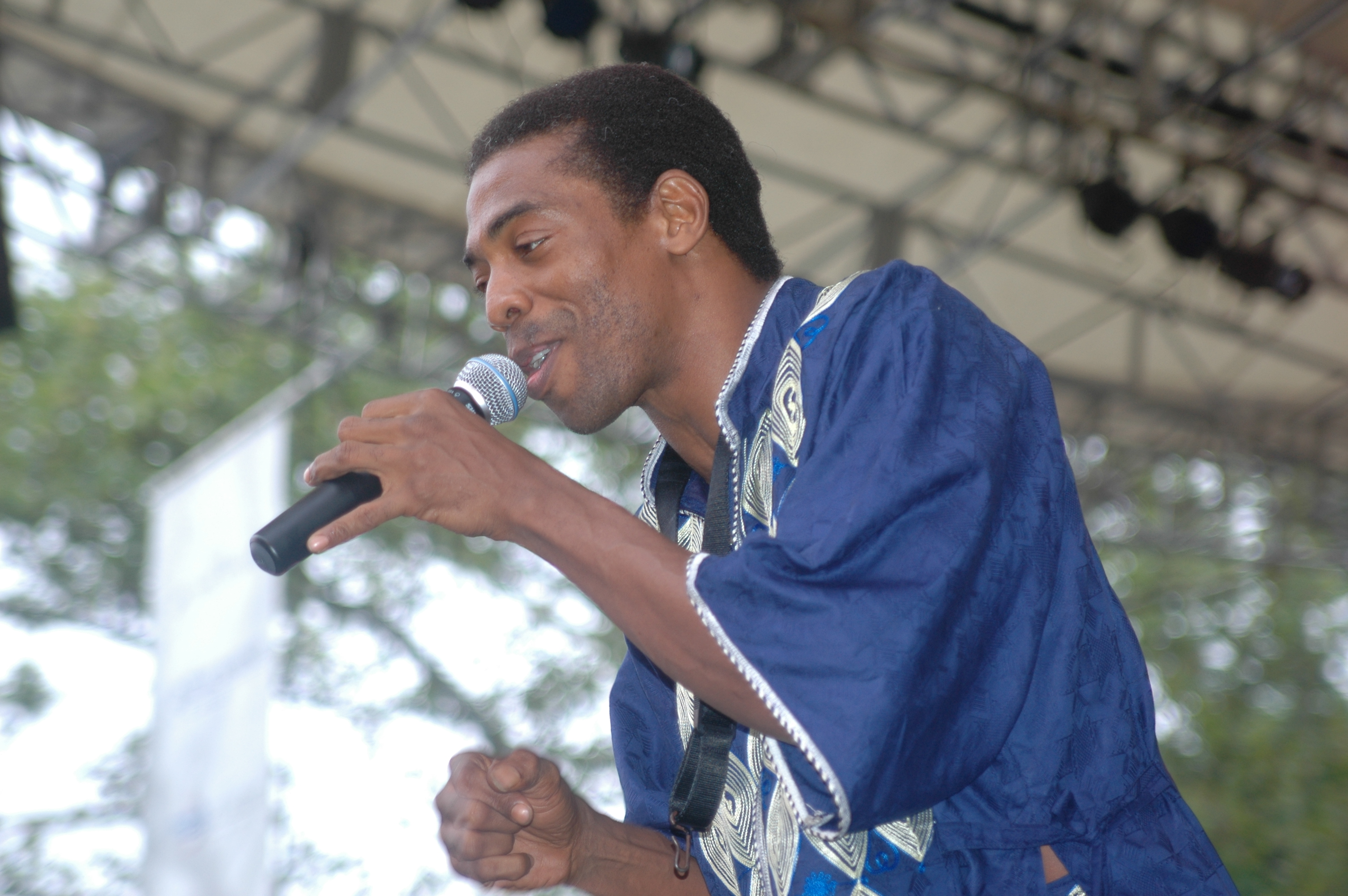
Femi Kuti, popular cantant d'afrobeat nigerià i fill de l'aclamat Fela Kuti, creador del gènere i tota una icona a Àfrica

Després de l'alliberament, Kuti va seguir criticant el govern en les seves cançons, i es va fer conegut pel seu comportament excèntric, per exemple, per divorciar-se en un curt espai de temps de vint-i-vuit dones perquè, segons afirmava: "cap home té el dret de posseir la vagina d'una dona". La seva mort de SIDA el 1997 va provocar un dol nacional sense precedents en la història documentada nigeriana.
En els anys 80, l'afrobeat es va afiliar al gènere del world music. A Europa i Amèrica del Nord, aquest gènere engloba multitud de gèneres. Fela Kuti i altres músics afrobeat estan entre els més populars d'aquest gènere.
Cap al final dels anys 80 i principis dels 90, l'afrobeat s'havia diversificat per complet recollint noves influències del jazz i el rock and roll. En certes ocasions emmascarat i enigmàtic, Lágbájá es va fer un dels abanderats de la nova ona d'afrobeat, sobretot després del seu LP C'est Uneix African Thing, publicat el 1996. Després d'una aparició sorpresa en el lloc del seu pare Fela Kuti, Femi Kuti va obtenir una gran massa d'admiradors que li va permetre viatjar a través d'Europa continuant el llegat del seu pare.

#### Waka
El waka és una fusió de jùjú i fuji amb la música tradicional ioruba. La popular cantant nigeriana Salawa Abeni es va fer famosa a escala nacional després de la publicació de Late General Murtala Mohammed el 1976, que va ser el primer enregistrament nigerià d'una dona que va aconseguir vendre més d'un milió de còpies. En els anys 80, va crear un gènere de música propi al qual va denominar waka. Ella va estar tan estretament associada amb el gènere que una figura tan representativa com l'Alaafin d'Oyo, Obalamidi Adeyemi, la va coronar com "The Queen of Waka Music" el 1992.

#### Reggae, gospel, hip-hop i hiplife
El reggae nigerià va arribar en els 70 i es va popularitzar gràcies a estrelles com Majek Fashek, que amb la seva versió del Redemption Song, de Bob Marley, va aconseguir un èxit sense precedents en el reggae de Nigèria. Com a moltes estrelles nigerianes de reggae posteriors, Fashek va estar durant bastant temps en la banda The Matadors, que van viatjar i van gravar sense parar des dels anys 80 fins a principis dels 90. Més tard van florir altres músics de reggae com Jerri Jheto, Daddy Showkey, Ras Quimono i, a Londres, MC Afrikan Simba.
El gospel nigerià, basat en models afroamericans, es va conrear en els anys 70 amb col·lectius d'esglésies i individus moguts per l'exposició pública. El gospel es va fer molt popular en tota Nigèria a la fi del segle passat, sobretot cantants com Sammie Okposo, l'èxit dels quals el 2000, Welu Welu, va ser una de les cançons més populars de la història nigeriana, o el veterà Onyeka Onwenu. Avui dia podem trobar referències com Foluke Umosen, Soji Israel, Obe o AMAA.
El hip-hop es va importar a Nigèria a la fi dels anys 80 gràcies a la influència de les bases militars nord-americanes i el creixement de la indústria discogràfica que va possibilitar l'entrada d'aquest i altres gèneres a tota Àfrica occidental. Es va posar regularment de moda a tot arreu al començament dels 90 gràcies a la disponibilitat d'ordinadors i de programari d'edició de música assequibles. Nigèria destaca especialment en el camp del breakdance. Els primers grups de música rap i electro van ser Sound on Sound, Emphasis, Ruff Rugged & Raw, Osha, De Weez i Black Masquradaz. El mainstream va anar obrint-se pas durant la dècada següent, per l'atenció obtinguda amb els primerencs èxits de Trybesmen el 1999 i el trio The Remeïs amb Judile i Sakoma. Després de desaparèixer The Remeïs, Tony Tetuila va continuar la seva carrera amb Plantashun Boiz, obtenint una gran acceptació comercial. La fundació el 1999 de Paybacktyme Records va ajudar a redefinir i establir una veritable escena de hip-hop nigeriana. També el ràpid creixement general de l'escena amb el suport dels mitjans de comunicació va ajudar a popularitzar la música hip-hop a Nigèria. Programes de televisió com MTN xou,
Music Africa o Soundcity played van tenir un paper essencial,sobretot amb presentadors com Deji Falope,la fascinació dels quals per les cadenes i parracadn de diamant i platí li feien semblar més pertanyent a la cultura bling bling. Altres músics d'e ip-hop nigerians inclouen a'antic membre de The Remeïs, Eedris Abdulkareem (que va protagonitzar una batussa amb l'estrella americana 0 Cent), Deshola Idowu, JJC & 419 Squad, Slim Burna, Zdon Paporrella, D'Banj, Shawl-x, P-Square, Thorobreds, Modenine i Terry tha Rapman.
La música hiplife és una fusió ghanesa del highlife i el hip-hop. Aquest gènere és molt popular a Nigèria i Ghana, sobretot a la capital, Accra, encara que ha aconseguit especial popularitat en tota Àfrica occidental, Regne Unit, Espanya, Estats Units, Països Baixos i Alemanya.

## Festivals i festes

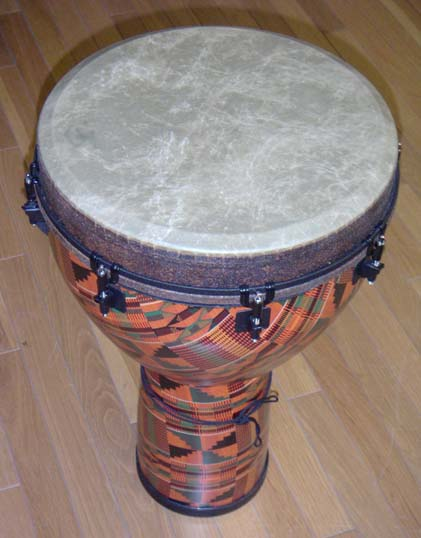
El djembé és un dels instruments més destacats en les celebracions Durbar

Els festivals de la familiar real índia Durbar es realitzen en al sud-oest de Nigèria. Els Durbar es proposen honorar l'emir durant la culminació dels festivals islàmics Eid ul-Fitr i Eid ul-Adha; i de vegades també honorar mandataris rellevants que s'hi trobin de visita. Encara que l'atracció principal dels festivals Durbar siguin les demostracions d'equitació tradicionals, la música de timbals (destacant el djembé indi), trompetistes i cantants de música de lloança són una part important de la celebració. Altres festes en les quals la música té un paper important són aquelles que es realitzen durant el Nadal, el diumenge de resurrecció i el dilluns de Pasqua, que inclouen percussió i balls.
Àfrica inclou multitud de festivals de música en què es guardonen els artistes més destacats de cada gènere. El més important és el festival anual dels Kora Awards, en què es premia els músics de tot el continent i que té una gran audiència. Nigèria té una llarga llista de músics guanyadors. En la gala de 2004, JJC & 419 Squad van ser els grans triomfadors dins del gènere hip-hop i Kunle va guanyar el premi al millor artista masculí d'Àfrica occidental. El 2005, Sunny Negi va tornar a aconseguir el premi de millor artista masculí d'Àfrica occidental per a Nigèria, Benji va obtenir el de grup i Folkae Umosen i Sammy Okposo el de millor cantant femení i masculí, respectivament, de gospel. Kefee va obtenir també el 2005 el de millor artista de música tradicional, i D. Banj i Face Idibia van obtenir, respectivament, el d'artista masculí més prometedor i el de revelació de l'any.

## Música clàssica
Al segle xx, Nigèria va tenir un cert nombre de compositors clàssics, incloent-hi Fela Sowande, Josué Uzoigwe, Akin Euba i Godwin Sadoh. Sowande va ser un dels primers compositors africans i un dels més famosos. Va ser el fundador del Nigerian Art Music Tradition. Sowande va ser també organista i músic de jazz, incorporant aquests i altres elements de la música nigeriana tradicional en el seu treball. Altres compositors com Josué Uzoigwe i Akin Euba han destacat per la seva preferència per l'etnomusicologia i la seva tendència a utilitzar en les seves obres elements de la música ioruba.

## Ensenyament musical
Igual que a Ghana, l'ensenyament de la música a Nigèria no constitueix una prioritat. Segons explicava el musicòleg nigerià Nzewi, en el nivell primari dels sistemes educatius moderns a Àfrica, l'ensenyament o l'aprenentatge formal de la música no s'ha pres de debò més enllà d'algunes classes ocasionals de cant. Així mateix, assenyalava que l'educació musical moderna estava més arrelada en les institucions d'ensenyament superior, les universitats i instituts de formació pedagògica.
Així, els estudis superiors de música, especialment a les universitats, paren esment tant en l'aspecte teòric com en el pràctic. Però la música occidental avantatja l'africana, ja que s'insisteix més en la seva teoria, història i anàlisi, i en els programes universitaris predominen els cursos de piano, flauta dolça i violí.
La Facultat de música de la Universitat de Nigèria, Nsukka, ha rebut elogis per oferir un sòlid programa d'educació musical. No obstant això, Nzewi manifesta la seva decepció perquè, "entre les vint-i-tantes institucions de formació pedagògica d'un país d'una mica més de 120 milions d'habitants, amb prou feines vuit tenen facultats de música completes, les quals no sempre funcionin degudament".